# Spilopera divaricata
Spilopera divaricata là một loài bướm đêm trong họ Geometridae.